# Dôme de Cotis
Cotis Tholus
Pour les articles homonymes, voir Cotis.
Le dôme de Cotis (désignation internationale : Cotis Tholus) est un dôme situé sur Vénus dans le quadrangle de Bellona Fossae. Il a été nommé en référence à Cotis, déesse thrace, mère des dieux, similaire à Cybèle. Nom changé depuis en Cotis Mons.